# Мельбурн-Парк

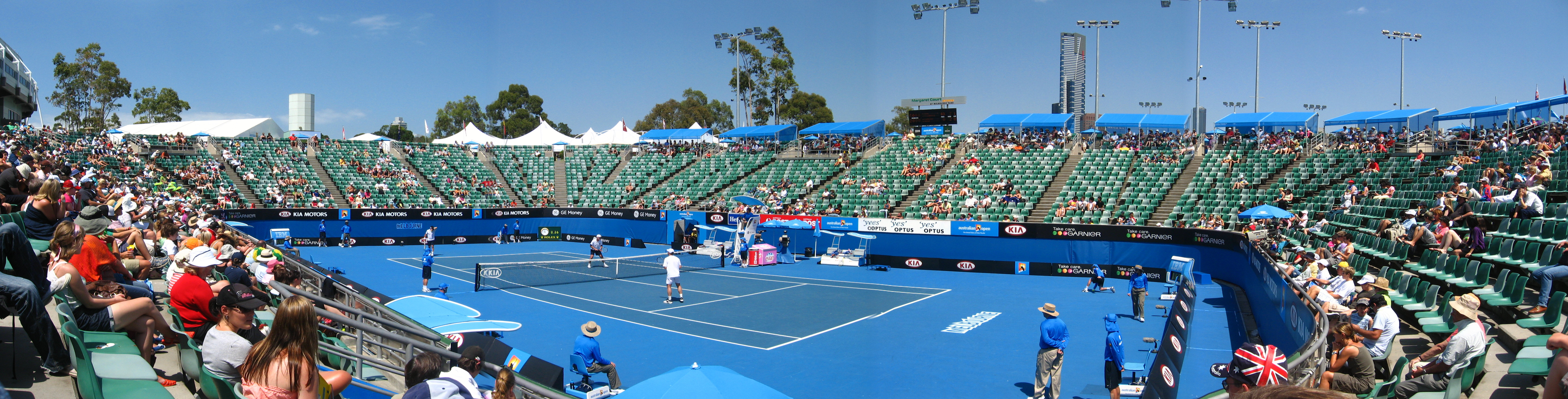
Панорама корта Margaret Court Arena (2008 год)

«Ме́льбурн-Парк» (англ. Melbourne Park) — комплекс спортивных сооружений, расположенных в парковой зоне города Мельбурн, Австралия, на берегу реки Ярра. На территории комплекса находятся теннисные корты, плавательные бассейны, крытый многофункциональный спортивный манеж, который в разное время использовался как баскетбольная площадка, велотрек, каток. Наибольшую знаменитость из сооружений Мельбурн-парка имеют теннисные корты, на которых с 1988 года по настоящее время проводится один из самых популярных международных теннисных турниров — Открытый чемпионат Австралии по теннису. Наибольшей популярностью среди зрителей турнира пользуются следующие корты:
- Арена Рода Лейвера — главный корт турнира, на котором проходят финальные поединки. Выстроен в 1988 году, вмещает 16 820 зрителей.
- Melbourne Arena — второй по значимости корт, открыт в 2000 году,  рассчитан на 10 500 зрителей, иногда используется как концертная площадка.
- Margaret Court Arena — корт рассчитан на 6 000 зрителей, построен в 1988 году. Является самым вместительным из одноярусных кортов на турнире. Назван в честь австралийской теннисистки Маргарет Корт

«Мельбурн-Парк» является составной частью Олимпийского парка Мельбурна, на территории которого также расположены: рассчитанный на 100 000 зрителей стадион Мельбурн Крикет Граунд, многоцелевой стадион Олимпик-парк, и другие спортивные здания и сооружения, часть из которых была выстроена к летним Олимпийским играм 1956 года.

## Галерея

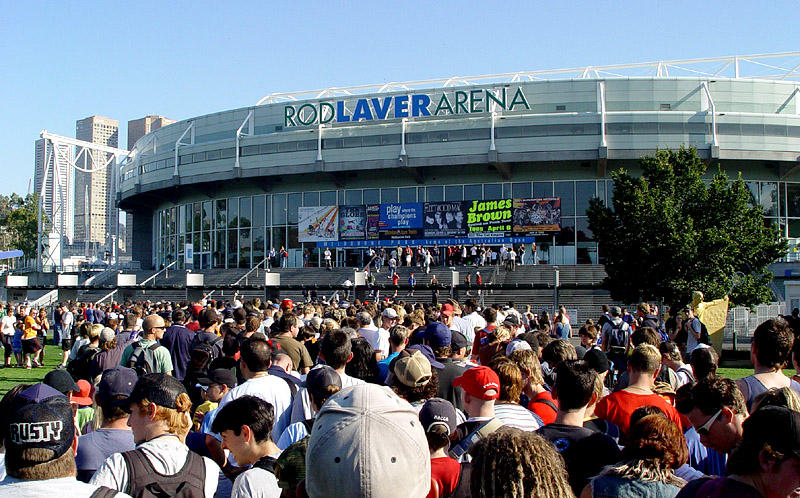
Rod Laver Arena. 2005 год.
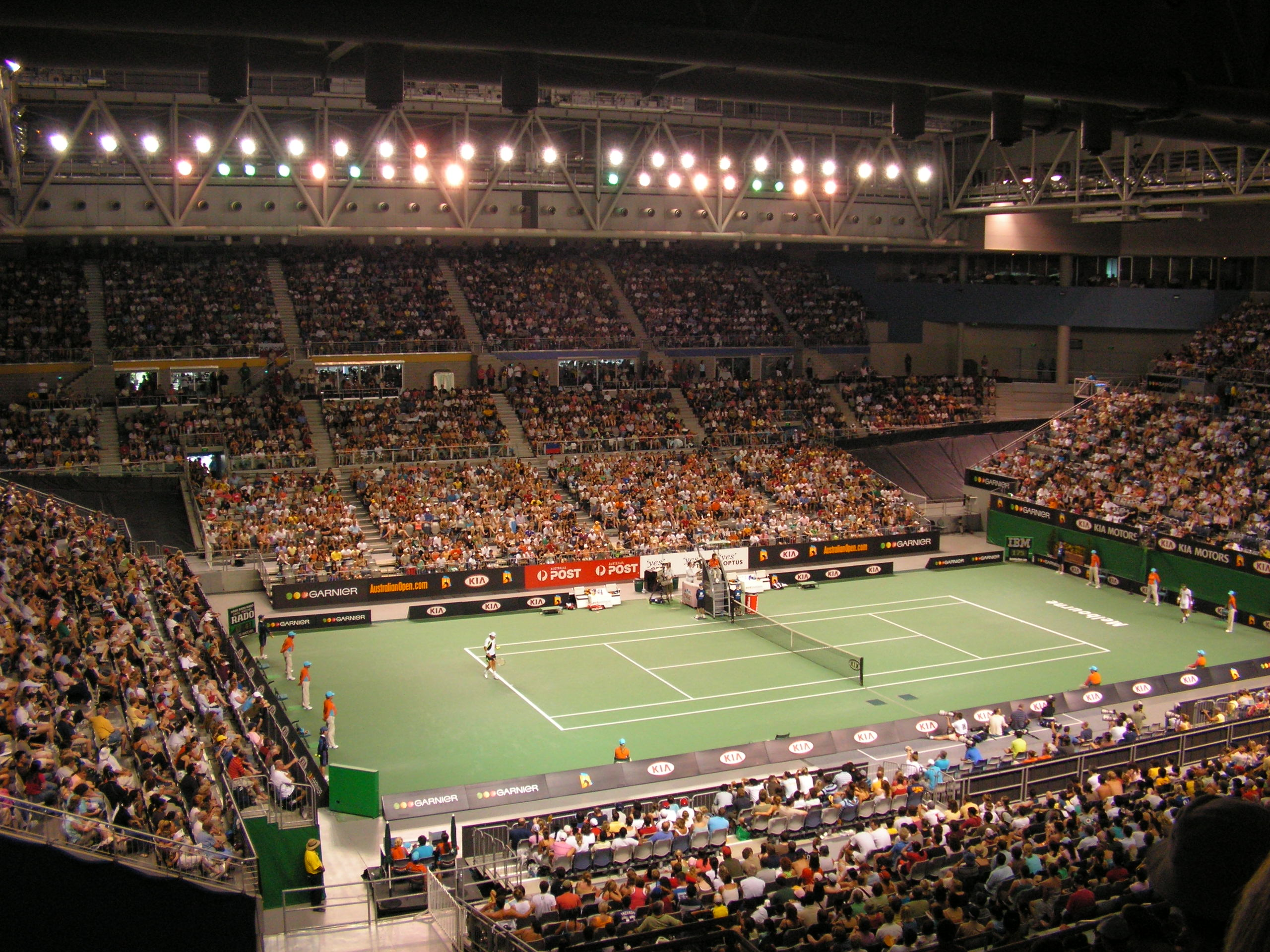
Hisense (Vodafone) Arena. 2006 год.
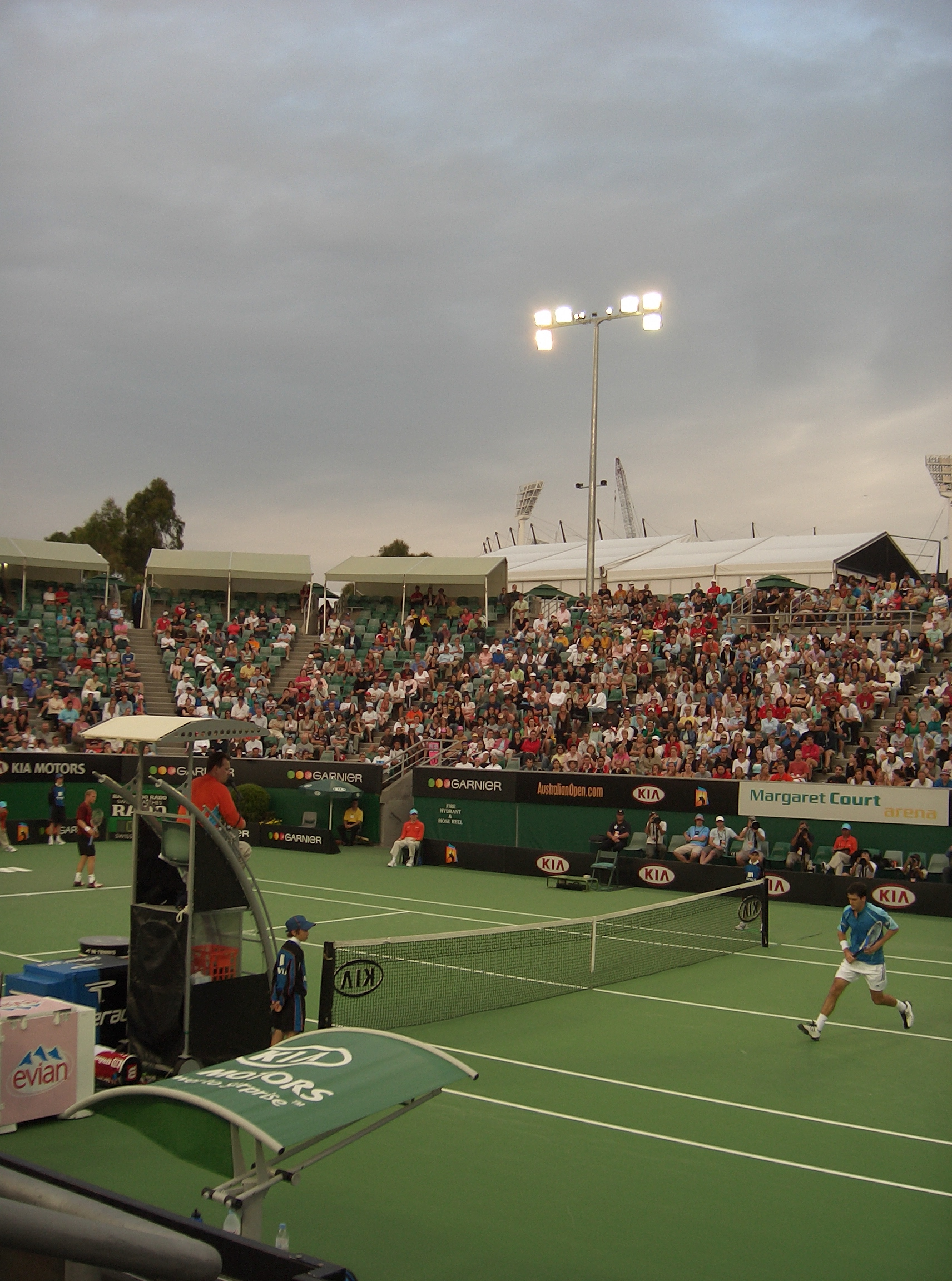
Margaret Court Arena. 2006 год.
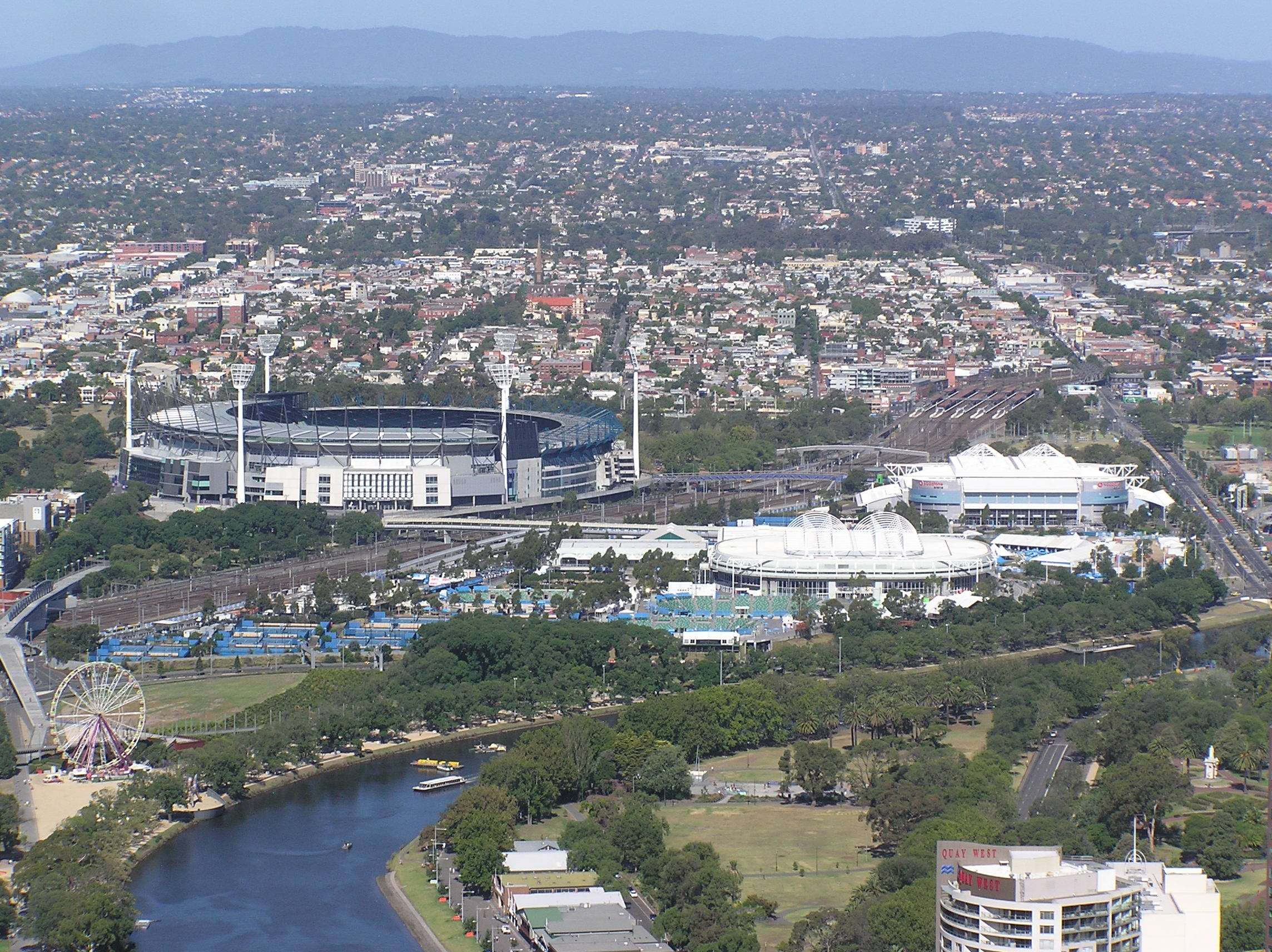
Вид на парк с высоты птичьего полета